# Großherzoglicher Palast (Luxemburg)

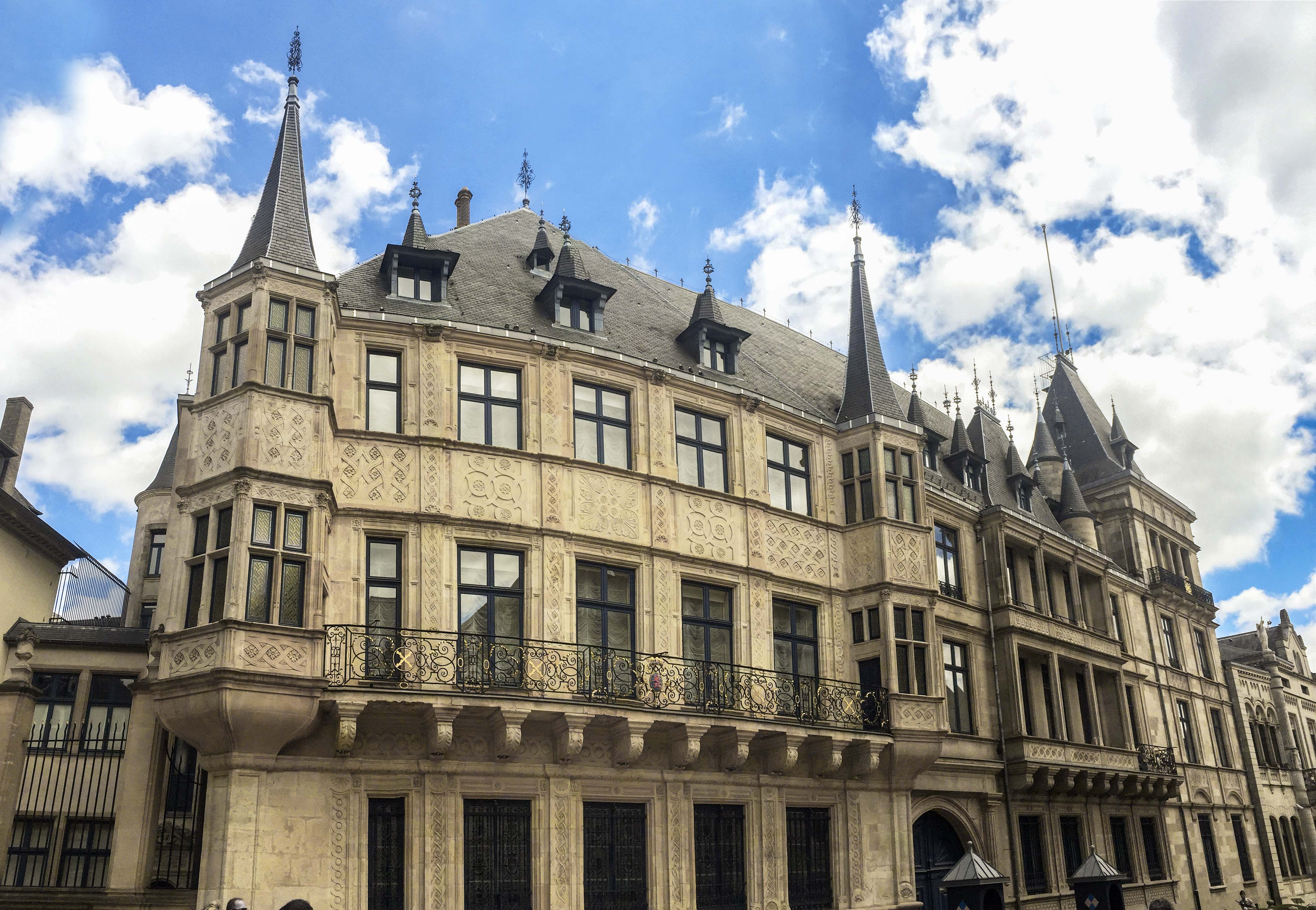
Altes Rathaus/Palais

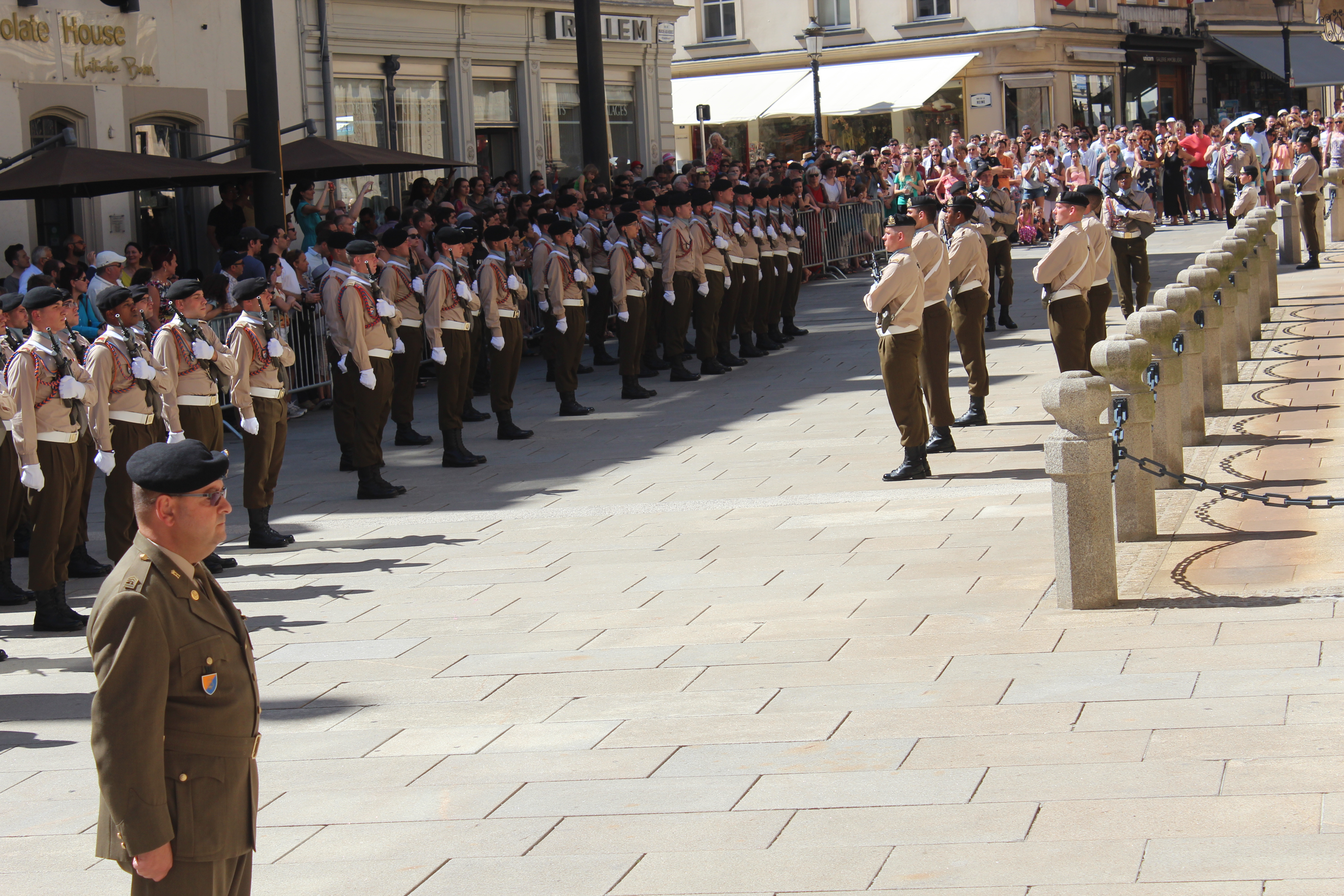
Wachwechsel der Garde vor dem Großherzoglichen Palast

Der Großherzogliche Palast (Luxemburgisch: Groussherzogleche Palais, Französisch: Palais grand-ducal) in der Luxemburger Altstadt mit der Adresse 17 Rue Marché aux Herbes / am Krautmarkt, ist die Stadtresidenz der großherzoglichen Familie Luxemburgs.

## Geschichte
Der Gebäudekomplex, der heute als „Großherzoglicher Palast Luxemburgs“ bekannt ist, war nicht immer ein Palast. Die Burg Lucilinburhuc der Grafen von Luxemburg stand auf dem Bockfelsen. Im Laufe der Geschichte verlagerte sich die Hofhaltung der Dynastie Luxemburgs mit Kaiser Karl IV. von Luxemburg bis Kaiser Sigismund von Luxemburg nach Prag. In dieser Zeit entstand 1408 der Neue Markt, der Krautmarkt, in der Oberstadt. Als das Haus Luxemburg 1437 im Mannesstamm ausstarb, wurde das Herzogtum Luxemburg von anderen Dynastien erobert und über Gouverneure beherrscht. Einer dieser Gouverneure, Graf Peter Ernst I. von Mansfeld, baute sich selbst Mitte des 16. Jahrhunderts einen Gouverneurspalast in der Stadt, der im 20. Jahrhundert als „Gerichtspalast Luxemburgs“ bekannt wurde und im 21. Jahrhundert zum Außenministerium renoviert und umgebaut wurde.
Ein Herzoglicher- oder Großherzoglicher Palast existierte bis 1890 nicht. An der heutigen Stelle des Großherzoglichen Palais am Krautmarkt stand das Rathaus der Stadt und Häuser von Adligen und Schöffen, sowie seit dem 13. Jahrhundert eine Kirche, die Nicklauskirche, dort wo heute die gepflasterte Fußgänger- und Paradezone vor dem Großherzoglichen Palast und dem Parlamentsgebäude verläuft.

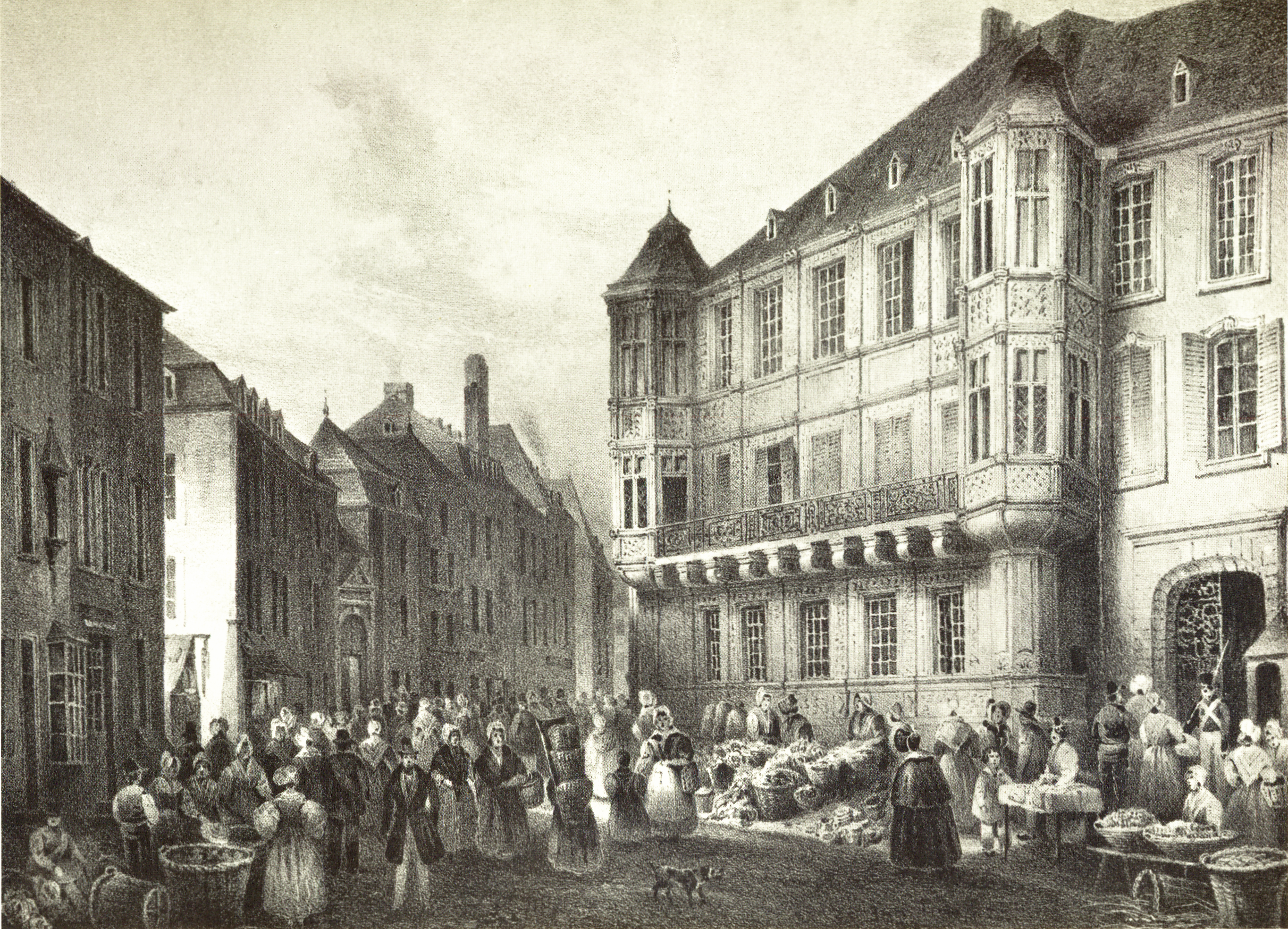
Das alte Rathaus der Stadt, heute der älteste Teil des Palastes. Illustration um 1834

1554 gab es in Kriegszeiten von Kaiser Karl V. gegen König Franz I. von Frankreich in dem Viertel eine Pulverexplosion, die viele Gebäude zerstörte, auch das mittelalterliche Rathaus. Gouverneur Graf Mansfeld ließ 1573 ein neues Renaissance-Rathaus bauen, das heute der älteste Gebäudeteil des Großherzoglichen Palastes ist.
1683 entstanden durch das Bombardement Ludwig XIV. von Frankreich Schäden am alten Rathaus, danach wurde es restauriert.
Nebenan stand eine Herberge, die St. Nicklaus Herberge, an deren Stelle 1740 die Waage gebaut wurde, vor deren Tor heute die Großherzogliche Wache steht.

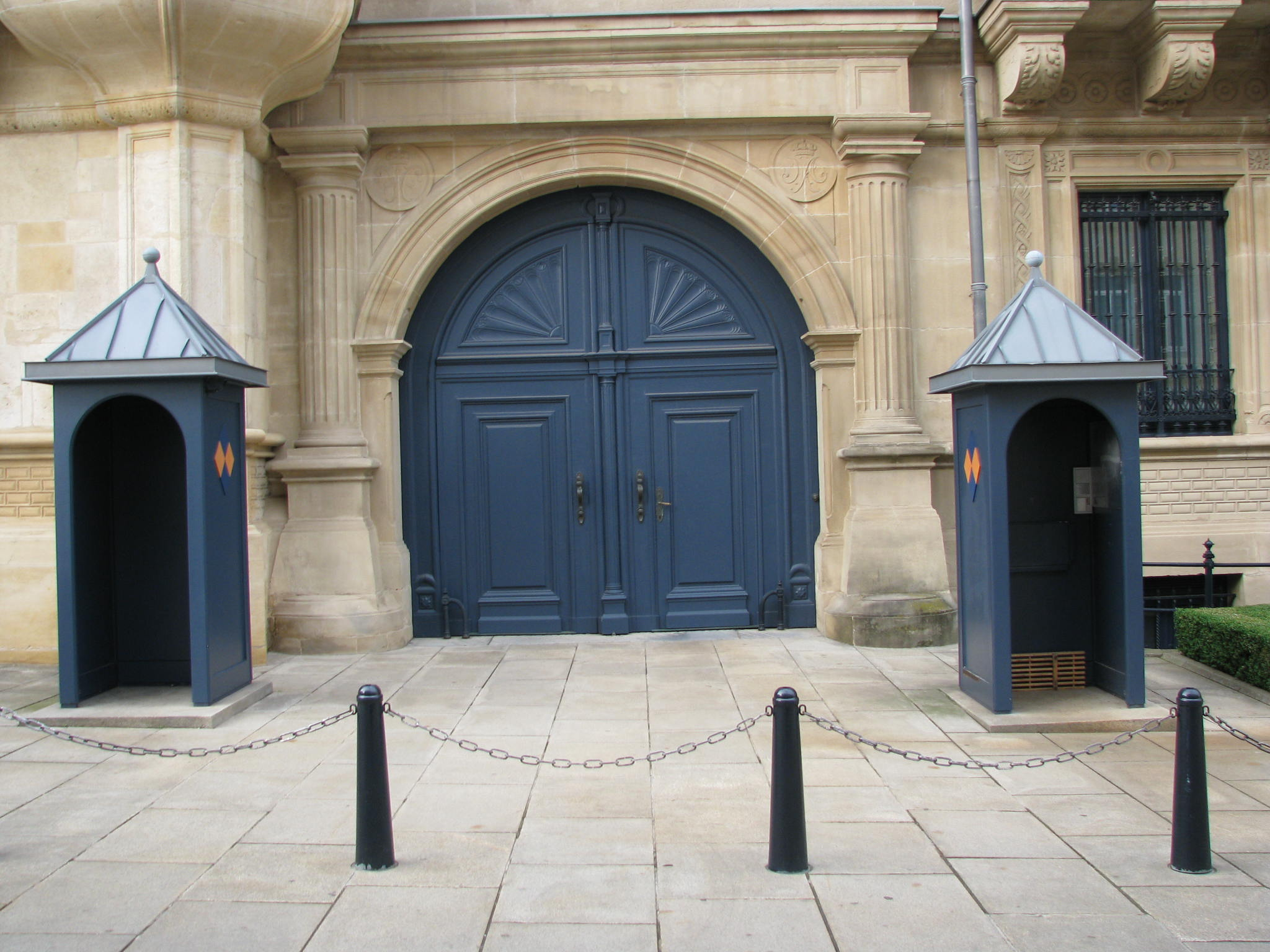
Der ehemalige Eingang zur Waage

1741 wurde am alten Rathaus das Balkongeländer aus Sandstein durch ein schmiedeeisernes Balkongeländer ersetzt.

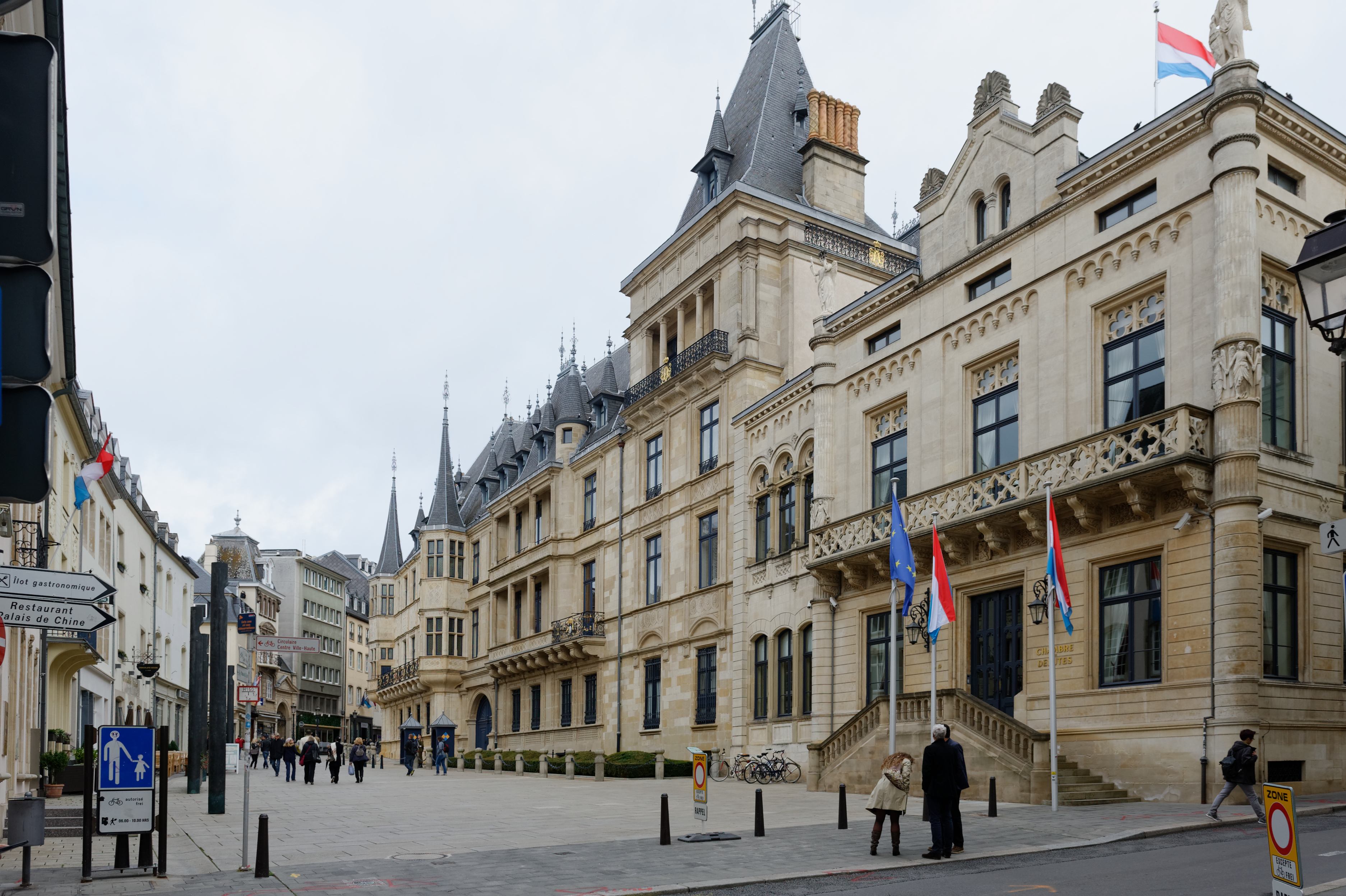
Großherzoglicher Palast aus den verschiedenen alten Gebäudeteilen

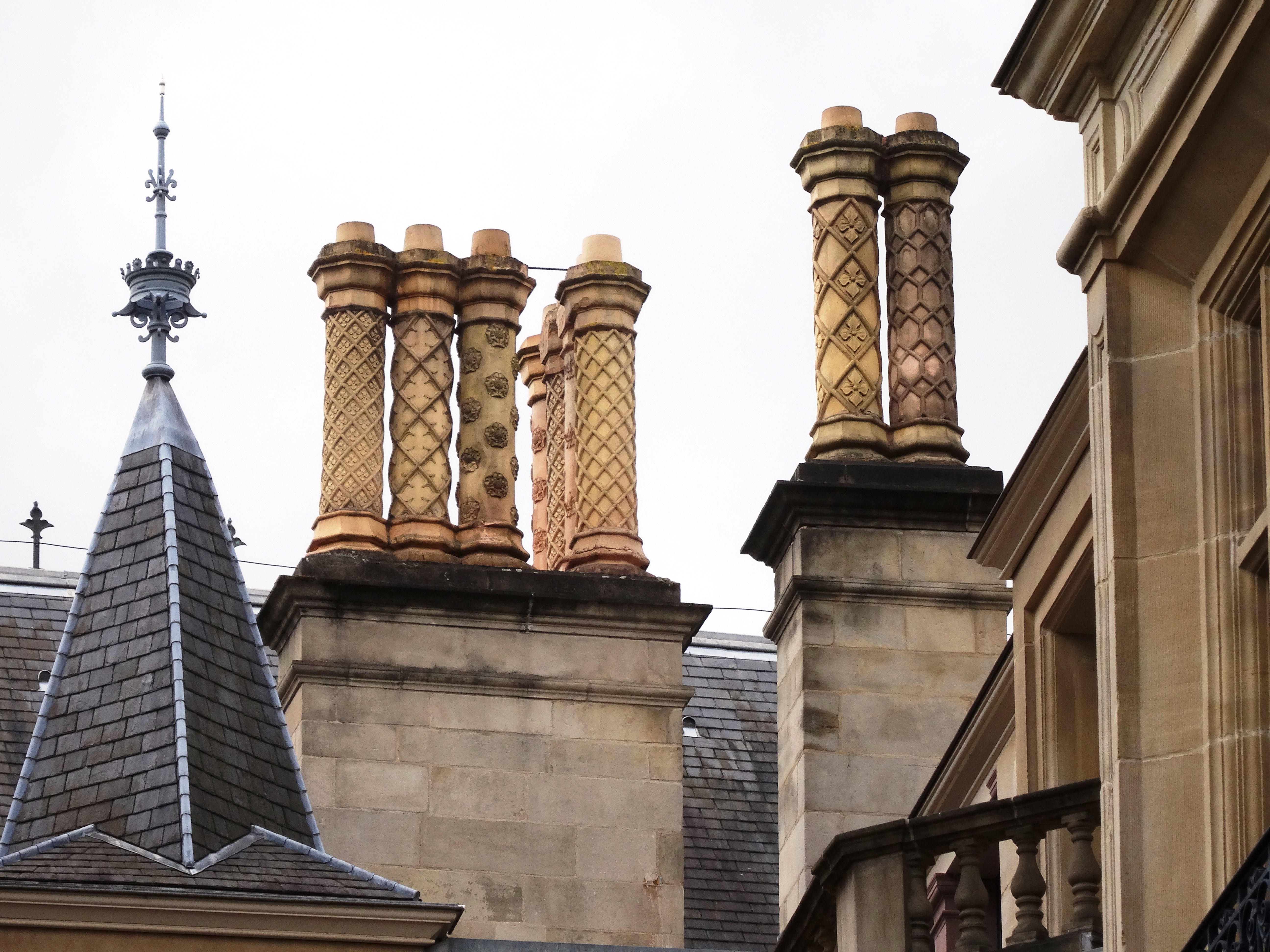
Jeder offene Kamin im Palast hat einen eigenen, kunsthandwerklich gearbeiteten Schornstein

1778 gab es bauliche Veränderungen am Krautmarkt, die Nicklauskirche wurde unter der österreichischen Herrschaft der Kaiserin Maria Theresia abgerissen, ein Belfried, ohne Glocken, wurde 1780 stattdessen gebaut. Heute gehört er zum Großherzoglichen Palast und auf seinem Dach ist die Luxemburger Fahne gehisst, wenn der Großherzog anwesend ist.
Von 1795 bis 1815 benutzte die französische Herrschaft über Luxemburg das alte Rathaus als Hauptquartier.
Ab 1815 erhob der holländische König in seiner Eigenschaft als Besitzer Luxemburgs das Land zum Großherzogtum und König Wilhelm I. der Niederlande wurde der erste Großherzog Luxemburgs. Die Repräsentanten der niederländischen Könige benutzen das Gebäude für politische Zwecke und renovierten es 1883 im Inneren anlässlich des Staatsbesuches des König-Großherzogs Wilhelm III. und seiner Gemahlin.
1858 wurde auf den durch den Abriss der Kirche freigewordenen Platz das Parlamentsgebäude Luxemburgs, die Chambre, im Neogotischen Stil, direkt an den Turm angebaut.
Als 1890 Großherzog Adolph von Nassau-Weilburg das Land Luxemburg erbte, baute er den Großherzoglichen Palast auf eigene Kosten von innen und außen zu dem aus, was er heute repräsentiert. Altes Rathaus, Waage, Turm und ein angebauter Flügel wurden zum Großherzoglichen Palast. Er ließ die Renaissance-Ornamente der Fassade des alten Rathauses auch an die angrenzenden Gebäude der Waage und des Turmes im Neorenaissance-Stil anbringen, so dass sich heutzutage ein einheitliches architektonisches Bild ergibt.
Der belgische Architekt Gédéon Bordiau entwarf den hinteren Anbau des Palastes im Neorenaissance-Stil. Der ganze Gebäudekomplex war ausschließlich der Nutzung der Großherzoglichen Familie vorbehalten.
Im Zweiten Weltkrieg war die Großherzogliche Familie im Exil und die nationalsozialistischen Besatzer benutzen den Palast als Taverne und Konzerthalle. Dabei wurde ein Großteil der Möbel und Kunstgegenstände beschädigt oder zerstört.
1945 kehrte die Großherzogin Charlotte von Nassau-Weilburg aus dem Exil zurück und der Großherzogliche Hof zog in die Gebäude ein.
Während der 1960er Jahre wurde der Palast neu eingerichtet und zwischen 1991 und 1996 wieder vollständig hergestellt.

## Der Palast heute
Als offizielle Residenz des Großherzoges wird der Palast bei der Ausübung offizieller Handlungen und Anlässe genutzt. Ausländische Staatsoberhäupter werden dort vom Großherzog empfangen. Zudem haben der Großherzog, seine Gemahlin sowie Angestellte ihre Büros dort.

## Architektur

### Entstehung als Großherzoglicher Palast
Der Gründervater der heutigen Luxemburger Dynastie, Großherzog Adolph von Nassau Weilburg, hat die verschiedenen Gebäude 1890 zum Großherzoglichen Palast gemacht.
Vorher jedoch war das älteste Haus des Großherzoglichen Palastes, das linke Gebäude mit den zwei Erkertürmen an der Vorderfront, das alte Rathaus der Stadt Luxemburg. Es wurde 1575 gebaut, nachdem das Vorgängergebäude abgebrannt war. Das Gebäude rechts vom alten Rathaus mit dem runden Torbogen, war die alte Waage aus dem 18. Jahrhundert.

### Das Renaissance Rathaus der Stadt Luxemburg von 1575

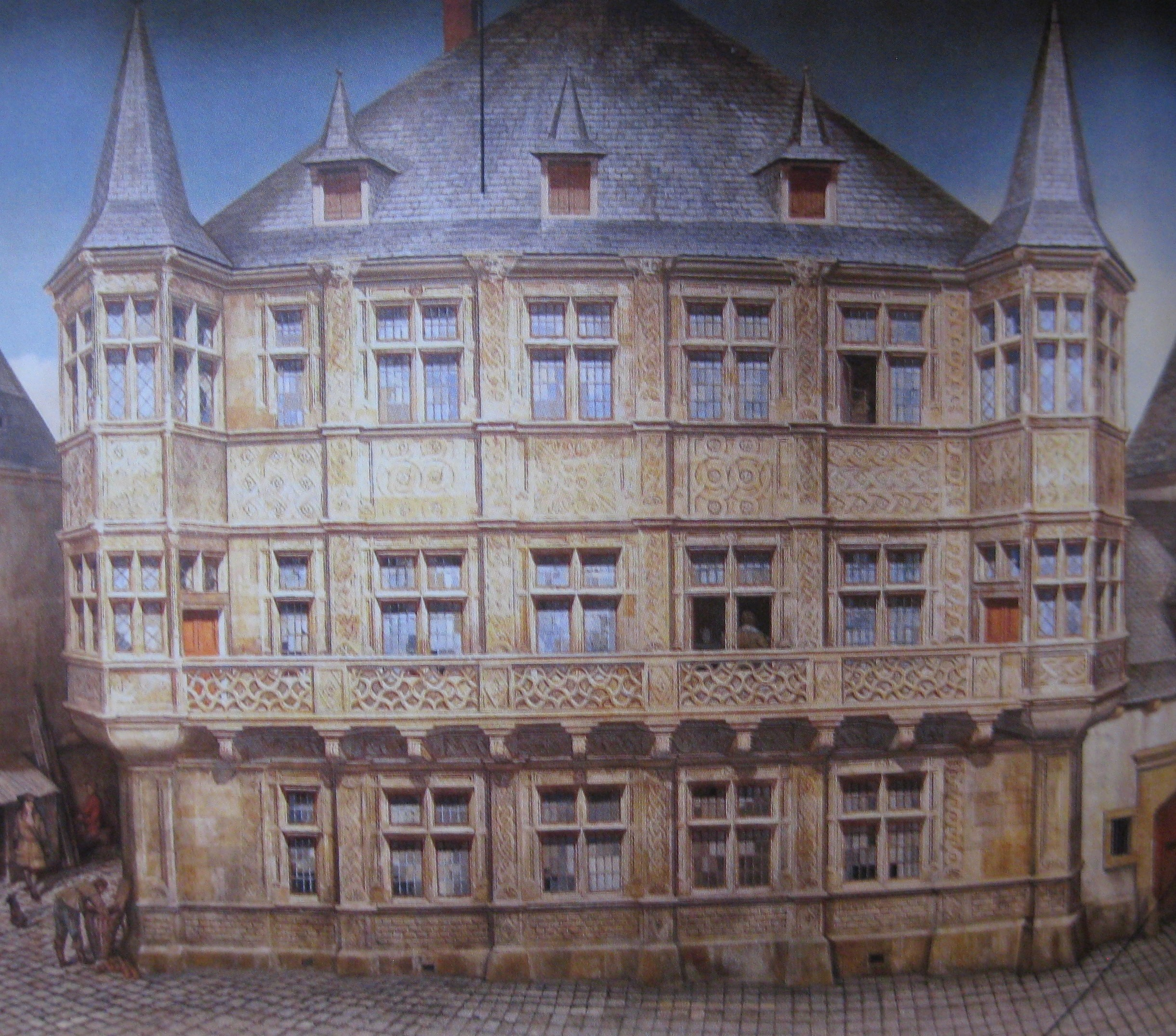
Altes Rathaus um 1655

Bauherr des Renaissance Gebäudes war der damalige Gouverneur der Stadt Luxemburg, Graf Peter Ernst I. von Mansfeld. Er diente unter Karl V und Philipp II den habsburgischen spanischen Niederlanden, zu denen Luxemburg gehörte. Der Architekt des alten Rathauses ist unbekannt.
Graf Peter Ernst I. von Mansfeld stammt aus der Grafschaft Mansfeld in Ostdeutschland, Sachsen-Anhalt. Im nahen Umfeld seiner Heimat stand das Rathaus der Grafschaft Stolberg in Wernigerode, ein in der Mitte des 16. Jahrhunderts herausragendes Fachwerk-Rathaus, das ihm bekannt war. Die Ähnlichkeit des alten Luxemburger Rathauses mit dem Rathaus Wernigerode aus Mansfelds Heimat ist deutlich erkennbar. Beide haben ein schmales, hohes Walmdach und zwei Erkertürme, die in Luxemburg nach außen verschoben sind. Während die Erkertürme in Wernigerode noch im gotischen Stil hoch über das Dach aufragend gebaut sind, entsprechen die Erkertürme in Luxemburg dem Geschmack der Renaissance. Die Turmhelme beginnen mit der Dachkante und waren ursprünglich noch kürzer als heute.
Das alte Luxemburger Rathaus wurde fälschlicherweise oft als „flämische Renaissance“ bezeichnet, weil Luxemburg in dieser Zeit zu den spanischen Niederlanden gehörte. Im Vergleich mit den flämischen Rathäusern aus dieser Zeit ist das Luxemburger Rathaus eindeutig anders. Das Rathaus von Antwerpen wurde im Baustil der flämischen Renaissance 1565, nur zehn Jahre vor dem Luxemburger Rathaus, gebaut. Am ältesten Gebäude des Großherzoglichen Palastes von Luxemburg fehlt jedoch das Hauptmerkmal der flämischen Renaissance und der Renaissance-Rathäuser überhaupt: der Giebel. Es gibt weder den in den spanischen Niederlanden üblichen Staffelgiebel noch den in der Renaissance verbreiteten Volutengiebel am alten Rathaus von Luxemburg. Stattdessen ist ein Walmdach ohne Giebel gebaut worden, wie am Rathaus von Wernigerode.
In Mansfelds Heimatgebiet wurden in der Renaissance Fachwerkhäuser mit Schnitzereien auf dem Gefach unter den Fenstern und auf den Fensterstielen Mode. Die Luxemburger Steinmetzarbeiten unter und neben den Fenstern erinnern stark daran. In den spanischen Niederlanden dagegen gibt es um 1570 keine vergleichbar, mit Flachreliefs oder Schnitzereien, verzierte Gebäude. Vielmehr standen die baulichen Vorbilder im Umfeld der Grafschaft Mansfeld und im Harz.

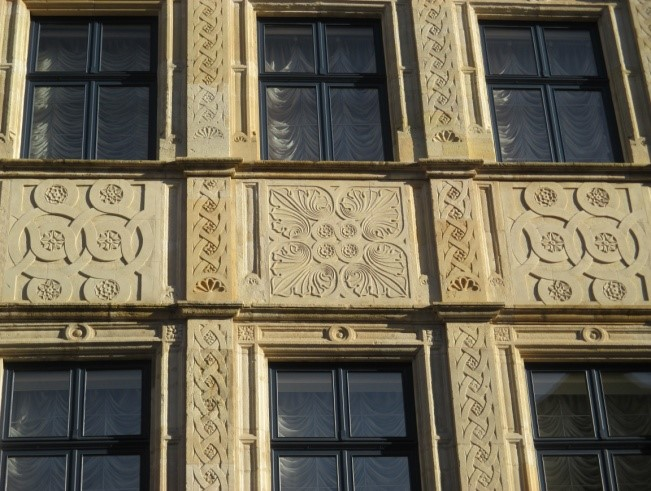
Steinrelief über dem Balkon am alten Rathaus

Nach der Pulverexplosion in der Stadt Luxemburg 1554, durch die viele Häuser abbrannten, war es nicht mehr erlaubt in Holz und Fachwerk zu bauen. Nur brandsichere Steinhäuser mit Schieferdächern durften erstellt werden. Das galt auch für den geplanten Neubau des Rathauses. Fachwerkbau war nicht möglich, dennoch erinnert die Fassade des alten Luxemburger Rathauses von der Nähe betrachtet an ein aufwendig mit Schnitzereien verziertes Renaissance-Fachwerkhaus wie das in der Burgstraße 12 Hannover (1566).
Vergleichbare Rathäuser für das Luxemburger alte Rathaus sind die Fachwerk-Rathäuser aus des „steinreichen“ Grafen Mansfelds Heimat, das von Wernigerode (1544), das Alte Rathaus Einbeck (1562) und das Rathaus Duderstadt (16. Jahrhundert) oder auch die Rathäuser aus dem hessischen Alsfeld (1516) und Melsungen (nach 1554), sowie das geschnitzte Renaissance-Fachwerkhaus in der Burgstraße 12 Hannover.

### Die Muster am alten Rathaus, dem ältesten Gebäude des Großherzoglichen Palastes

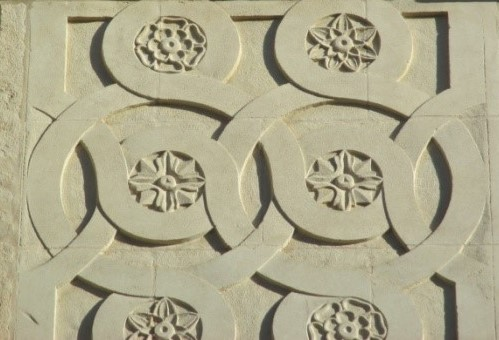
Blütenornamente am alten Rathaus

Ein weiteres Missverständnis, das sich durch zahlreiche Reiseführer über das Luxemburger Rathaus, bzw. den Großherzoglichen Palast (Palais) hinzieht, ist die Behauptung, die Verzierungen im Sandstein des alten Luxemburger Rathauses seien „maurische  Arabesken“, an der Alhambra inspiriert.
Die Alhambra wurde 1492 von den Spaniern erobert, zur Bauzeit des alten Luxemburger Rathauses war das schon über ein dreiviertel Jahrhundert her und nicht mehr aktuell. Zudem wurde diese Eroberung von der Entdeckung Amerikas 1493 durch die Spanier in den Schatten gestellt. Untersucht man die einzelnen Motive am alten Rathaus der Stadt, findet sich keinerlei Ähnlichkeit mit maurischen Mustern. Mit der Tatsache, dass es sich um Reliefs im hellen Stein handelt, die man lange Zeit verwirrenderweise auch „Arabeske“ nannte, endet die Gemeinsamkeit mit maurischen Mustern.

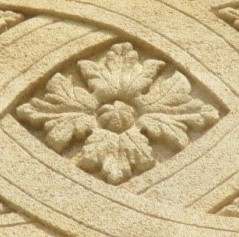
Akanthusrosette am alten Rathaus

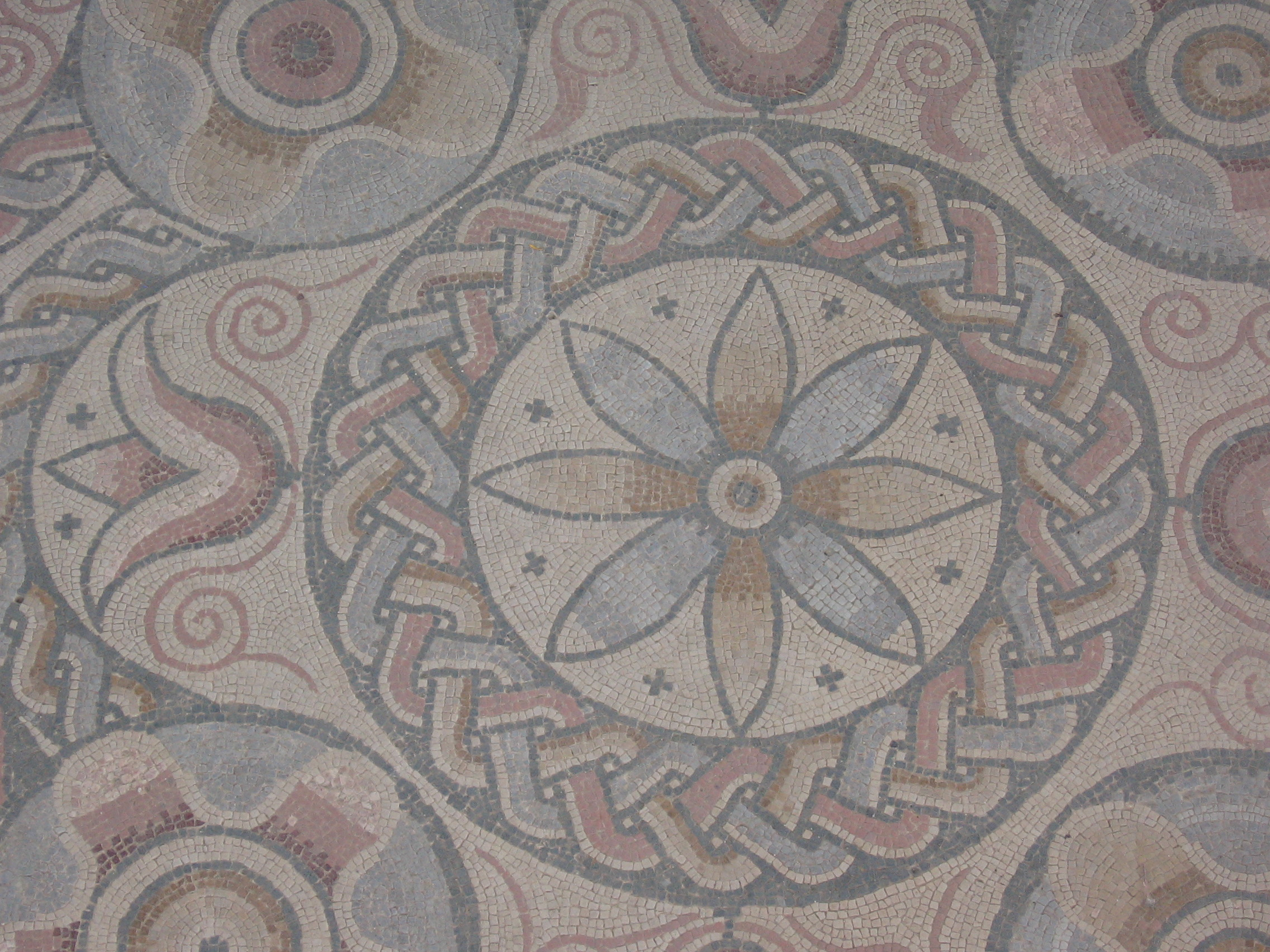
Römisches Mosaik mit Flechtmuster

Das Wort „Arabeske“ meint laut Duden islamische Blattverzierungen, die auf die römische Antike zurückgehen. Die Blattverzierungen am Luxemburger alten Rathaus sind unter anderem jedoch Akanthusblätter und Akanthusrosetten, wie sie in der Renaissance Mode waren. Das Akanthus-Blatt kommt in der Alhambra nicht vor. Fachautoren empfehlen deshalb eine andere Wortwahl in Bezug auf die Akanthusranke und verzichten ganz auf den Begriff "Arabeske". Am Großherzoglichen Palast, bzw. dem alten Rathaus der Stadt, sollte man von „typischen Renaissance-Mustern“ sprechen.
Die Flechtmuster am Großherzoglichen Palast erinnern an keltische Flechtmuster, die von den Römern in Mosaik-Fußböden übernommen wurden. Da die Renaissance eine Rückbesinnung auf die klassische Griechische und Römische Antike ist, handelt es sich bei den Flechtmustern am Großherzoglichen Palais um abgewandelte römische Muster. Auch die Römer stellten Blüten in den Mittelpunkt von kreisförmigen Ornamenten und Geflechten.

### Die Blüten am Großherzoglichen Palais / Alten Rathaus
Die Blüten am Großherzoglichen Palast / dem alten Rathaus der Stadt sind – wie fälschlicherweise in Reiseführern geschrieben -weder Blüten maurischer Muster noch nachgebildete Blüten der römischen Antike, sondern sie beziehen sich auf die Adresse des alten Rathauses: den „Krautmarkt“ der Stadt. Dort wurde mit Nutzpflanzen, Kräutern und Heilpflanzen gehandelt.
Zeitgenossen von Graf Peter Ernst I. von Mansfeld, waren die beiden in den spanischen Niederlanden geborenen Botaniker jener Zeit, Charles de l’Écluse und Ogier Ghislain de Busbecq. Beide Botaniker förderten die Einführung exotischer Nahrungspflanzen und Zierpflanzen. Zu dieser Zeit hatte Graf Peter Ernst I. von Mansfeld bereits mit dem Bau seines neuen Renaissance-Schlosses, das Schloss La Fontaine Mansfeld, mit Renaissance-Gärten für sich in Luxemburg Clausen begonnen. „In der Geschichte Luxemburgs stellt Mansfeld eine Ausnahmeerscheinung da. Er bereicherte die von vorwiegend von Bauern und Bürgern geprägte Kultur um die Dimension des kosmopolitisch denkenden und handelnden Fürsten.“. Mansfeld verkörpert auch in unserer Zeit noch Kunstsinn und Weltoffenheit, die sich auf der Fassade des altens Rathauses widerspiegelt, dessen Bauherr er war. Die sechs Blüten in den Kreisornamenten wiederholen drei verschiedenen Blütentypen, die aus dem Bereich der Heil-, Nutz- und Zierpflanzen stammen und sich auf die neusten Errungenschaften der Spanischen Niederlande beziehen.

### Die Kartoffelblüte als Ornament

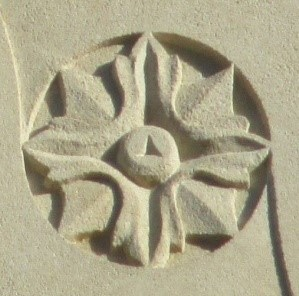
Kartoffelblüte am alten Rathaus

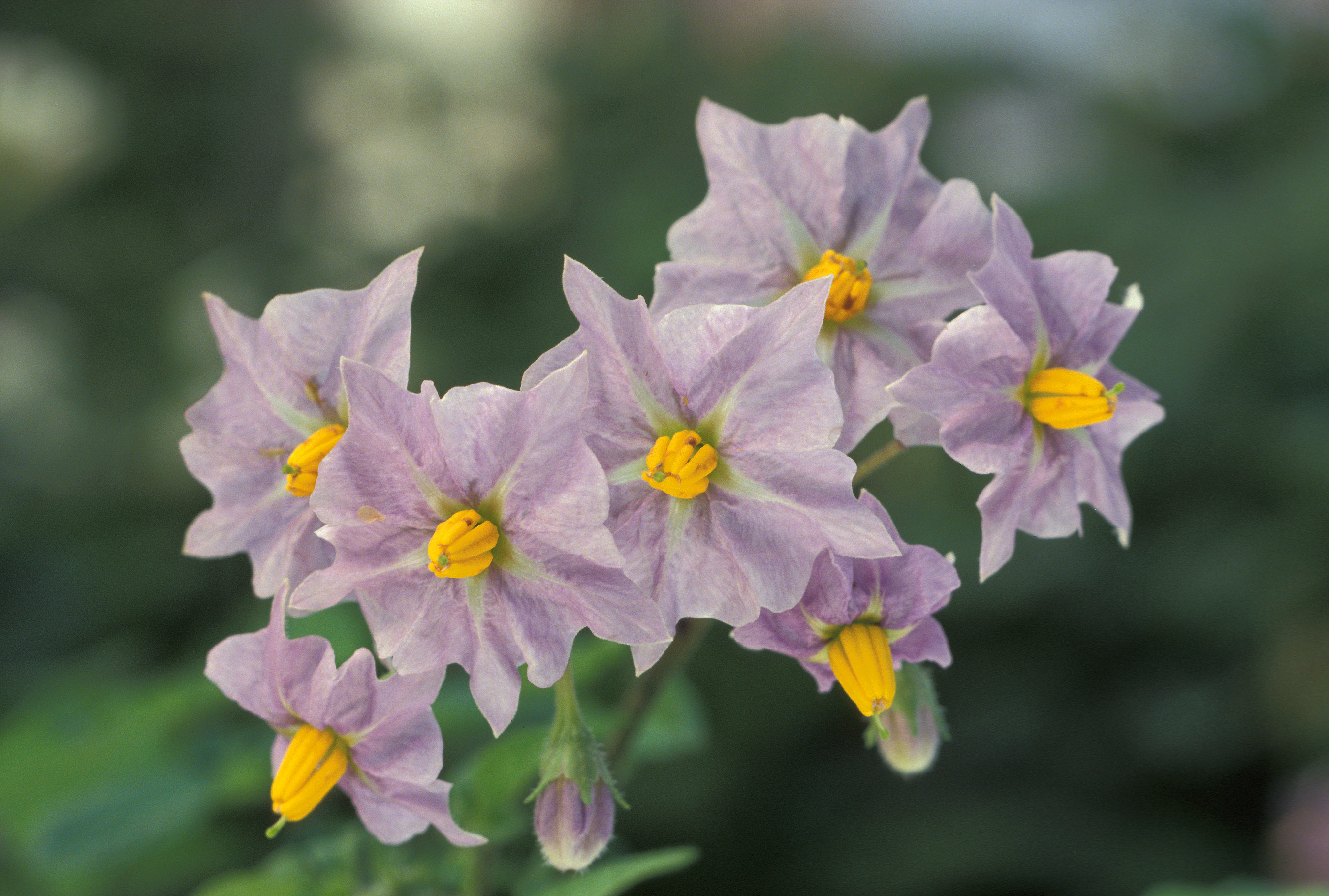
Blüten der Kartoffel

Diese Steinmetzblume am alten Rathaus von Luxemburg/Palais zeigt die Blüte der Kartoffel. Typisch sind die gefalteten, spitzen Kronblätter und der dicke Knopf, der die gebündelten Staubblätter abbildet, sowie die dreieckige Öffnung in der Mitte des Knopfes für die Fruchtblätter. Durch die Spanischen Kolonien gelangte die Kartoffel von Südamerika über die Kanarischen Inseln nach Spanien und wurde dort 1565 eingeführt und von dem Botaniker Charles de l’Écluse in anderen Ländern bekannt gemacht. Zur Bauzeit des alten Luxemburger Rathauses war die Kartoffelknolle als essbares Gemüse noch absolute Neuheit.
Die Steinmetze gestalteten die Blüte vierteilig anstatt fünfteilig. Dennoch ist die Kartoffelblüte an ihren besonderen Merkmalen eindeutig identifizierbar.

### Die Clusius-Pfingstrose als Ornament

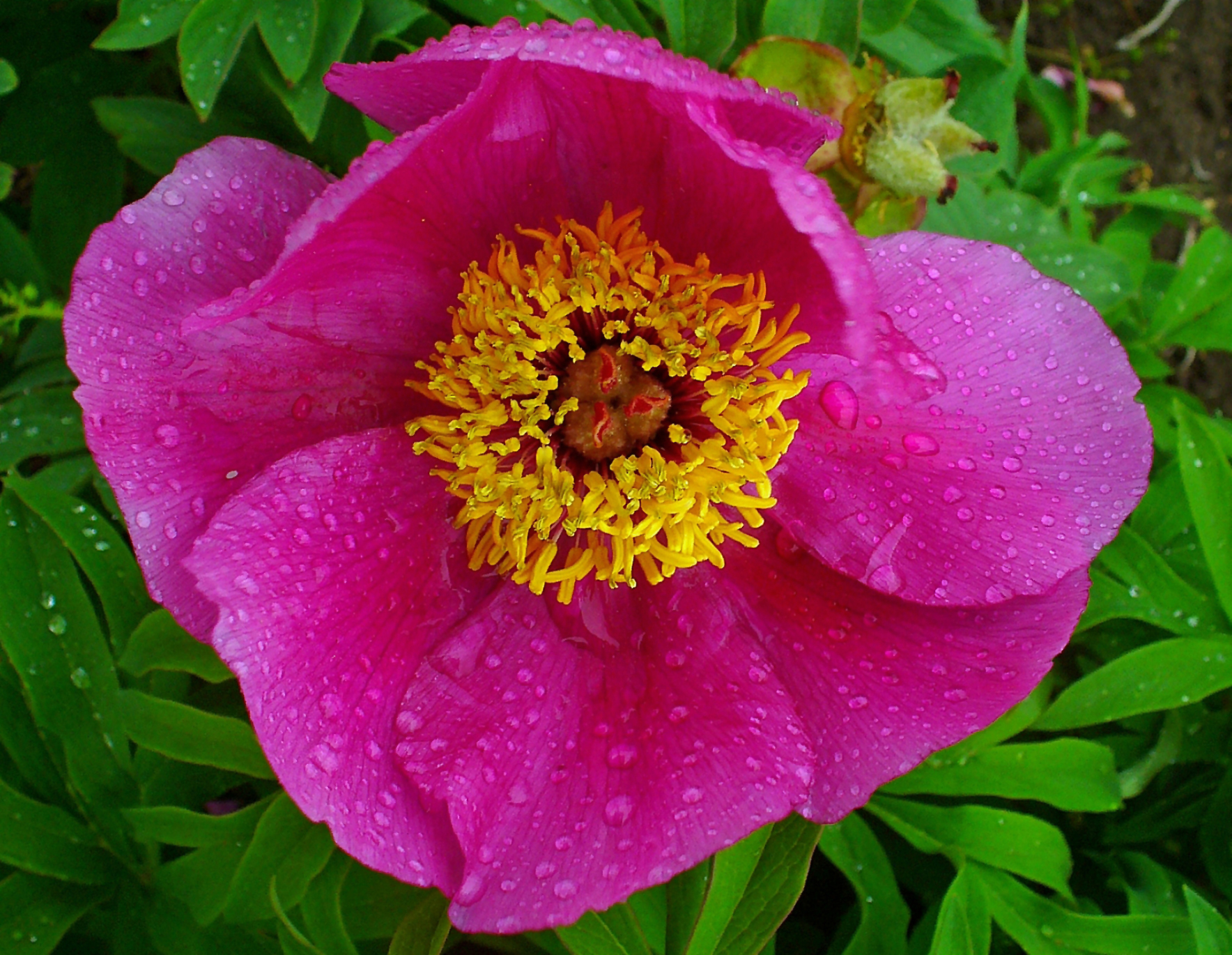
Clusius-Pfingstrose

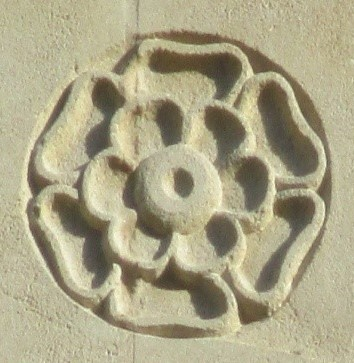
Clusius-Pfingstrose am alten Rathaus

Die antike Heilpflanze Paeonia aus dem Mittelmeerraum wurde von dem Botaniker Charles de L‘Écluse in Westeuropa eingeführt. Die Steinmetzblume vom alten Rathaus zeigt diese Pfingstrose, die nach dem spanisch niederländischen Botaniker benannt worden ist, die Paeonia Clusii. Die Form der Kronblätter entspricht der heraldischen Darstellung von Rosenblättern allgemein, aber auch den botanischen Kronblättern der Clusius-Pfingstrose. Die meist fünfblättrigen heraldischen Rosen haben innen einen ausgefüllten Kreispunkt, den Knopf, der die Staubblätter symbolisiert. Die doppelt sechsblättrige Pfingstrose am Palais dagegen hat einen dicken Ring aus Staubblättern, den die Steinmetze deutlich herausgearbeitet haben.

### Die Nymphaea Alba Lotus Ägyptia Alpini am Krautmarkt

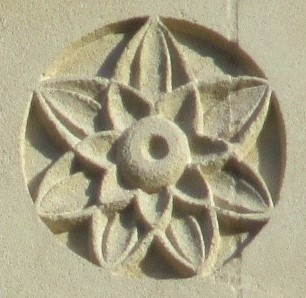
Nymphaea Alba Lotus Ägyptia am alten Rathaus

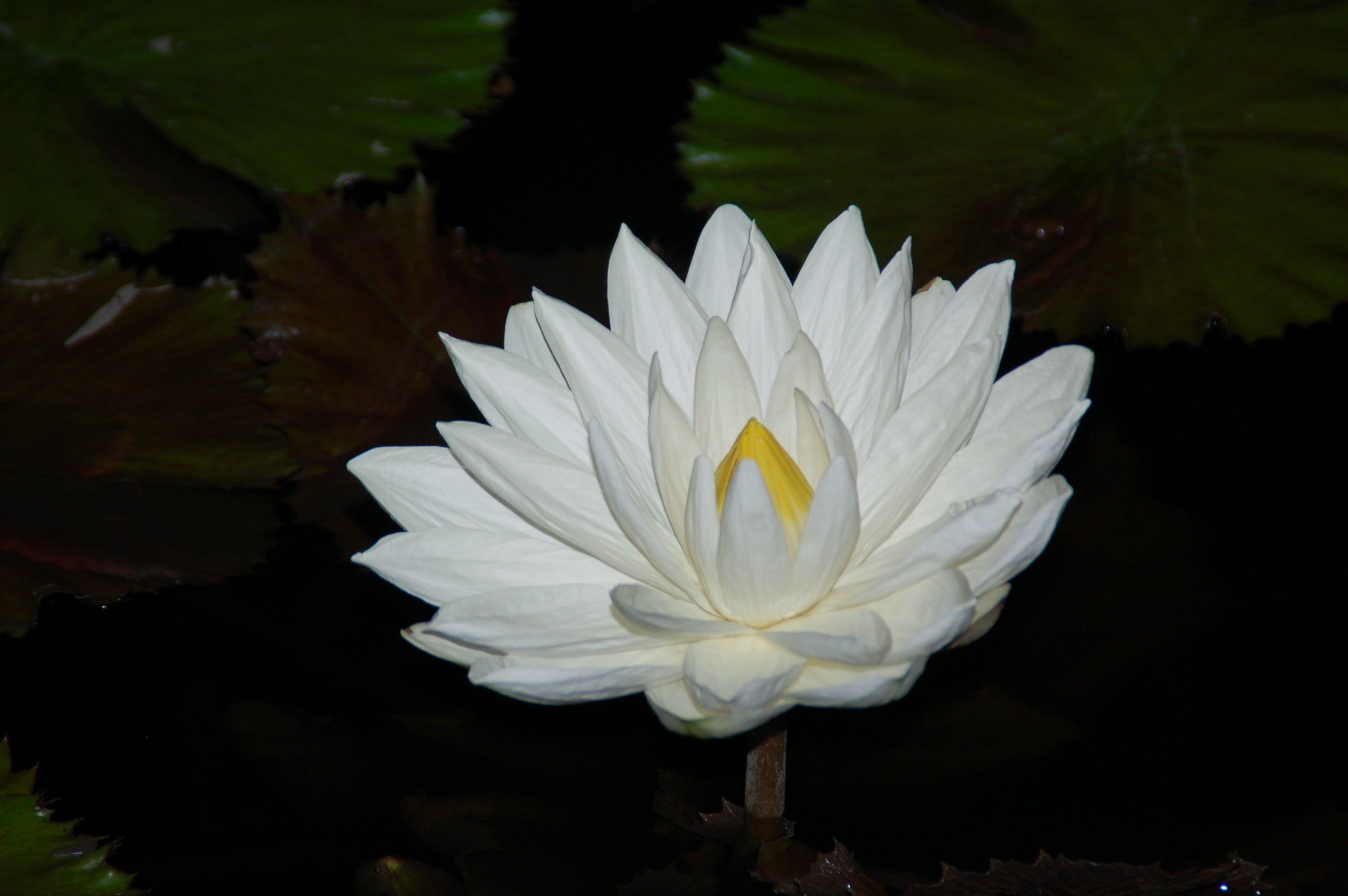
Ägyptischer weißer Lotus

Zu den schon zur Bauzeit des alten Rathauses von Luxemburg vom Botaniker Clusius bekannt gemachten neuen Pflanzen aus dem Mittelmeerraum, gehörte auch die Seerose Nymphaea Alba Lotus Ägyptia Alpini, ein Tigerlotus aus dem alten Ägypten. Clusius hat den Lotus selbst mit sieben inneren Kronblättern gezeichnet, was die Steinmetze am Luxemburger alten Rathaus sowohl für die innere, als auch für die äußere Reihe von Kronblättern übernommen haben. So kam es zu der in der Botanik nicht existenten Form einer doppelt siebenblättrigen Blüte. Die Steinmetze haben jedoch alle wesentlichen Merkmale des Tigerlotus ausgearbeitet: die Seerose aus Stein hat dieselbe Darstellung der Mitte wie die Clusius-Pfingstrose, einen dicken Ring aus (gelben) Staubblättern und sie unterscheidet sich von der Rose und der Pfingstrose durch die spitzen und gerillten, schlanken Kronblätter.
Der Botaniker Clusius aus den Spanischen Niederlanden veröffentlichte einige Jahre nach dem Bau des Luxemburger Rathauses ein Buch seiner Pflanzendarstellungen, das Rariorum Plantarum historica von 1601. Dort sieht man seine Zeichnung des Weißen Lotus mit sieben inneren Kronblättern.

### Die Fliederblüte im Flechtornament

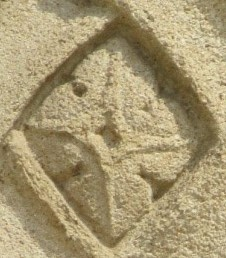
Gemeiner Flieder am alten Rathaus

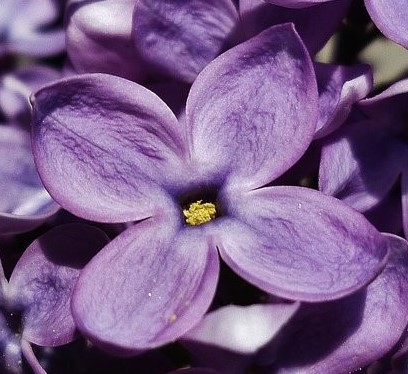
Fliederblüte

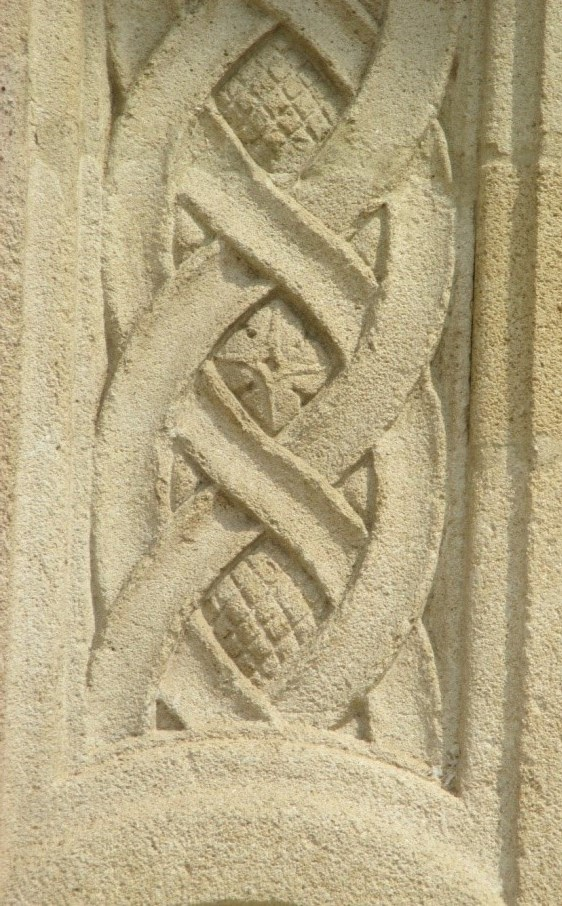
Flechtmuster mit Flieder- und Ananasornamenten am alten Rathaus

Bei den Kreuzblüten im Flechtmuster handelt sich um die Blüte des Gemeinen Flieders, der vom Botaniker Ogier Ghislain de Busbecq aus dem Osmanischen Reich in die spanischen Niederlande mitgebracht worden war. Die Linien auf den Kronblättern und die rautenförmige Mitte sind eindeutige Merkmale, ebenso die damals aktuelle Neuheit des Gemeinen Flieders. Die Blüten wurden als Heiltee getrunken, aus den Ölen wurde Duftwasser hergestellt. Die Fliederblüte ist auf der Fassade des alten Rathauses am Krautmarkt häufig zwischen dem Flechtmuster zu finden.
Das geritzte Rautenmuster, das abwechselnd mit den Fliederblüten zwischen den Flechtbändern auf den Fensterstielen des alten Luxemburger Rathauses zu sehen ist, deutet auf die Ananas. Die Ananas konnte im 16. Jahrhundert noch nicht in Mitteleuropa gepflanzt werden und war als Frucht, wegen ihrer geringen Haltbarkeit für die langen Schiffstransporte, nicht geeignet, aber sie ist ein Hinweis auf das Spanische Kolonialreich in Südamerika.

### Die quadratische vierblättrige Platte

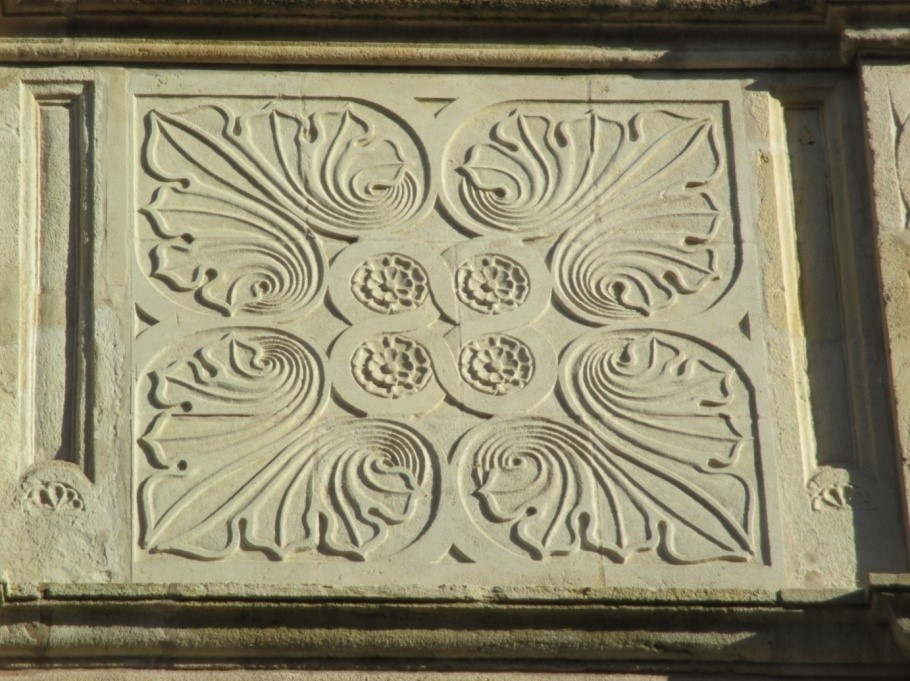
Große Akanthusrosette am alten Rathaus

Die quadratische vierblättrige Platte über dem Balkon zeigt eine frühe Akanthusrosette, deren Mitte aus vier achtblättrigen Rosenblüten gebildet wird. Die großen Pik-förmigen Schaufeln gehen noch auf gotische Quadrate zurück, deren Ecken traditionell mit vier Schwertlilien oder heraldischen Lilien gefüllt waren. Die Renaissance bevorzugte jedoch die Akanthusblätter aus der Antike als herrschaftliches Symbol, so dass man am alten Rathaus von Luxemburg die Quadratplatte als Motiv der Frührenaissance bezeichnen kann.

### Die vier achtblättrigen „katholischen“ Rosen

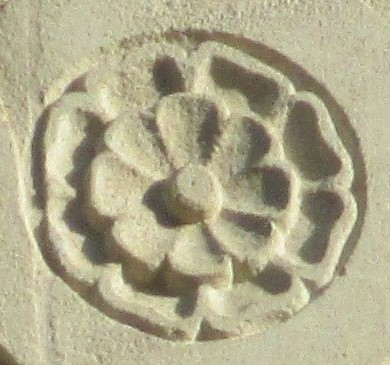
Rosenornament am alten Rathaus

Die vier Blüten in der Mitte der Quadratplatte zeigen Rosen mit acht inneren und acht äußeren Kronblättern. Diese Art der Rosendarstellung ist aus der Heraldik bekannt. Die Mitte mit den Staubblättern ist ein einfacher Knopf, wie bei den Fensterrosetten in Kirchen und in der Heraldik.
Das Wappen von Osterwieck, ein Ort in der Heimat des Grafen Mansfeld, zeigt sehr ähnliche Kronblätter, jedoch nur fünfzählig. Doch am alten Rathaus der Stadt Luxemburg sind acht Blütenblätter anstatt fünf gezeigt, weshalb die Symbolik weniger in der Botanik der Hecken-Rose, als in der Heraldik und Politik zu suchen ist. Martin Luther, der in der Grafschaft Mansfeld, der Heimat des Bauherrn des Luxemburger alten Rathauses, geboren wurde und den Protestantismus von dort aus verbreitete, führte als Wappen die fünfblättrige „Lutherrose“. Graf Peter Ernst I. von Mansfeld diente jedoch den katholischen Spanischen Niederlanden und wollte mit den acht heraldischen Kronblättern jede Verwechslung mit der fünfblättrigen Tudor-Rose der Engländer oder mit der Rose des Reformers Martin Luther ausschließen. Viele Fensterrosen in katholischen Kirchen sind durch vier teilbar mit acht, sechzehn, zwanzig und vierundzwanzig Rosettenfächern.